# Dionys Ganter
Dionys Ganter (* 26. Mai 1798 in Bubenbach, heute Gemeindeteil von Eisenbach (Hochschwarzwald); † 26. November 1862 in Freiburg im Breisgau) war ein deutscher Maler.

## Leben
Dionys Ganter war eines von elf Kindern des Schmiedes Andreas Ganter und seiner Frau Rosina, sein jüngerer Bruder war der spätere Gastwirt und Maler Nikolaus Ganter (1809–1886).
Er war schon als Kind künstlerisch begabt und war zunächst auch als Uhrenschildmaler tätig. 1821 ging er nach Wien, wo er sich an der Akademie der bildenden Künste einschrieb, zunächst in der Elementarzeichenschule, 1823/24 und 1826 bis 1829 in der Klasse für Historienmalerei. In Wien lernte er die Nazarener kennen und war als Portraitmaler tätig. Anschließend kehrte er in seine Heimat zurück und heiratete 1837 Magdalena Scherzinger aus Rötenbach, wo er nach der Hochzeit zunächst auch wohnte. 1838/39 ließ er sich in Freiburg nieder.
In seiner Schwarzwälder Zeit malte er hauptsächlich wohlhabende Bauern und Bürger sowie Ansichten, in seiner Freiburger Zeit vor allem religiöse Motive und Altarbilder. 26. November 1862 starb Ganter im Alter von 64 Jahren Freiburg im Breisgau.

## Werke (Auswahl)
- 1812: Portrait seines Großvaters Mathä Stegerer, Freiburg, Augustinermuseum Inv. V 58/002[2]
- 1824/26: Eisenbach, Stegerer-Kapelle, später in der Pfarrkirche, dann in Privatbesitz, Kreuzweg, Öl auf Blech
- 1827 Portraitminiatur einer Frau, Kunsthandel[3]
- 1837: Selbstporträt und Porträt seiner Ehefrau Magdalena, Ölgemälde, Freiburg, Augustinermuseum Inv. M 72/001a–b[4]
- 1842: Lehen, St. Cyriak, Kreuzweg
- 1844: Porträt von Josef Dilger (1797–1881), Gründer des Freiburger Krank-, Sterb- und Witwenvereins, Ölgemälde. Freiburg, Augustinermuseum Inv. M 34/001[5]
- 1845 Bubenbach, Pfarrkirche, Altarbild Schmerzensmann (nicht erhalten)
- 1850: Freiburg-Herdern, Pfarrkirche, Altarbild Taufe Christi im Jordan (nicht erhalten)
- Brustbild Johanna Dold mit Strohhut, Ölgemälde. Freiburg, Augustinermuseum Inv.-Nr. 09191[6]
- Junger Herr mit dunkelblauem Rock, Miniatur, versteigert 2007[7]